# Organizația mondială pentru sănătate animală

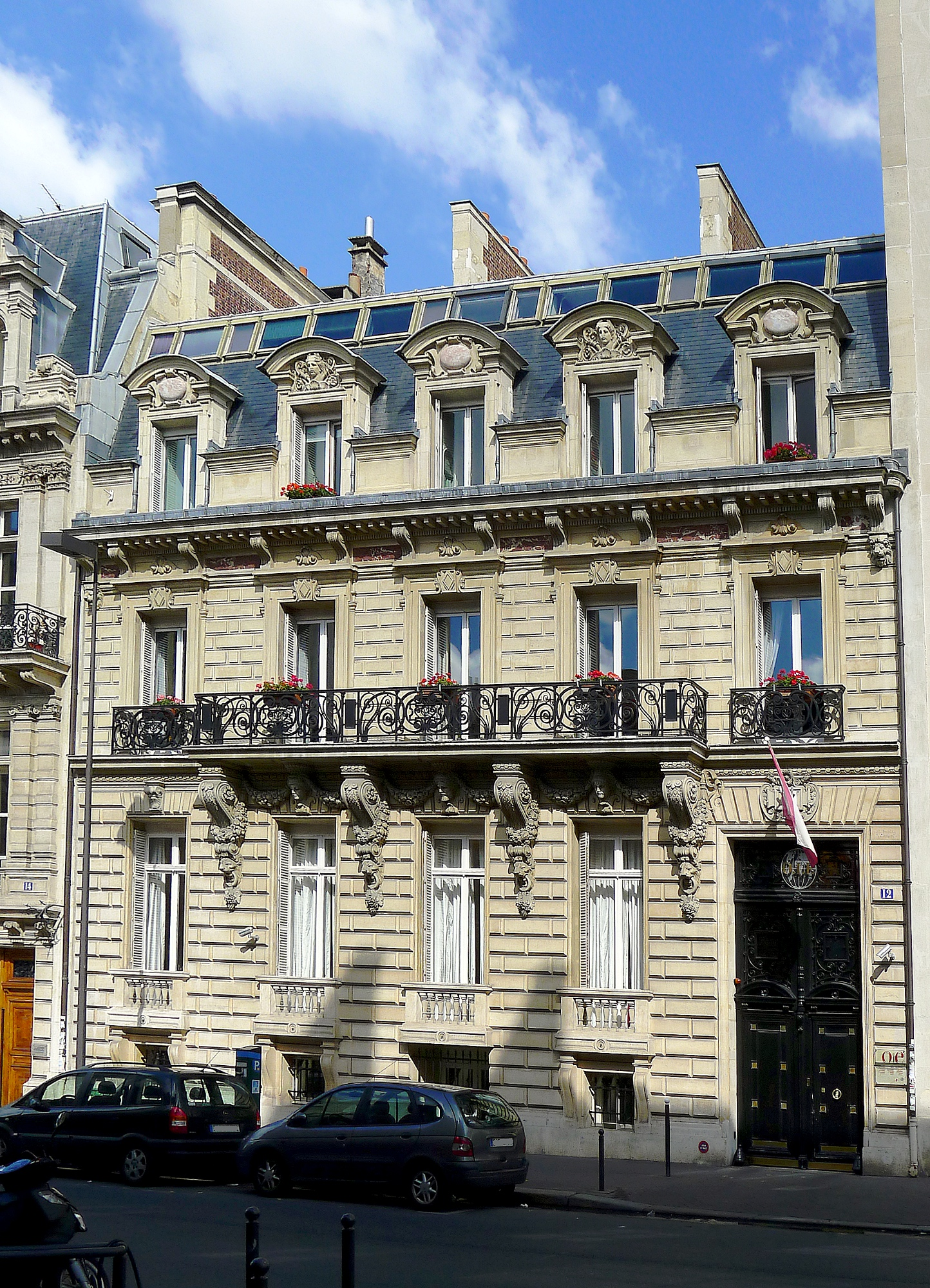
Organizația mondială pentru sănătate animală (OIE) - sediul central din Paris

Organizația mondială pentru sănătate animală (OIE) este o organizație interguvernamentalǎ responsabilǎ cu îmbunătățirea sănătății animale în lume.

## Istoric
Nevoia de a lupta împotriva bolilor animale la un nivel mondial a dus la crearea Oficiului Internațional pentru Epizootii (OIE) prin semnarea Acordului Internațional în 25 ianuarie 1924. În mai 2003 oficiul și-a schimbat denumirea în „Organizația mondială pentru sănătate animală”, dar și-a menținut acronimul istoric OIE. Este recunoscută ca și organizație de referință pentru Organizația Mondială a Comerțului (OMC). În anul 2014 organizația avea în componență 180 de țări membre. OIE menține relații permanente cu alte 45 de orgazații internaționale și regionale și are sedii regionale și subregionale pe fiecare continent.

## Obiective
Obiectivul principal al Organizației este acela de a controla bolile animale și astfel de a preveni răspândirea lor. OIE nu depinde de sistemul Națiunilor Unite; autonomia sa este atât instituțională cât și financiară, iar activitățile sale sunt guvernate de textele constituționale proprii.

## Componență
Organizația mondială pentru sănătate animală (OIE) are 180 de țări membre.
Înca de la prima Sesiune Generală desfașurată la Paris OIE și-a desfașurat activitatea sub autoritatea unui Comitet Permanent format din delegații guvernelor contractante.